# Passaic County

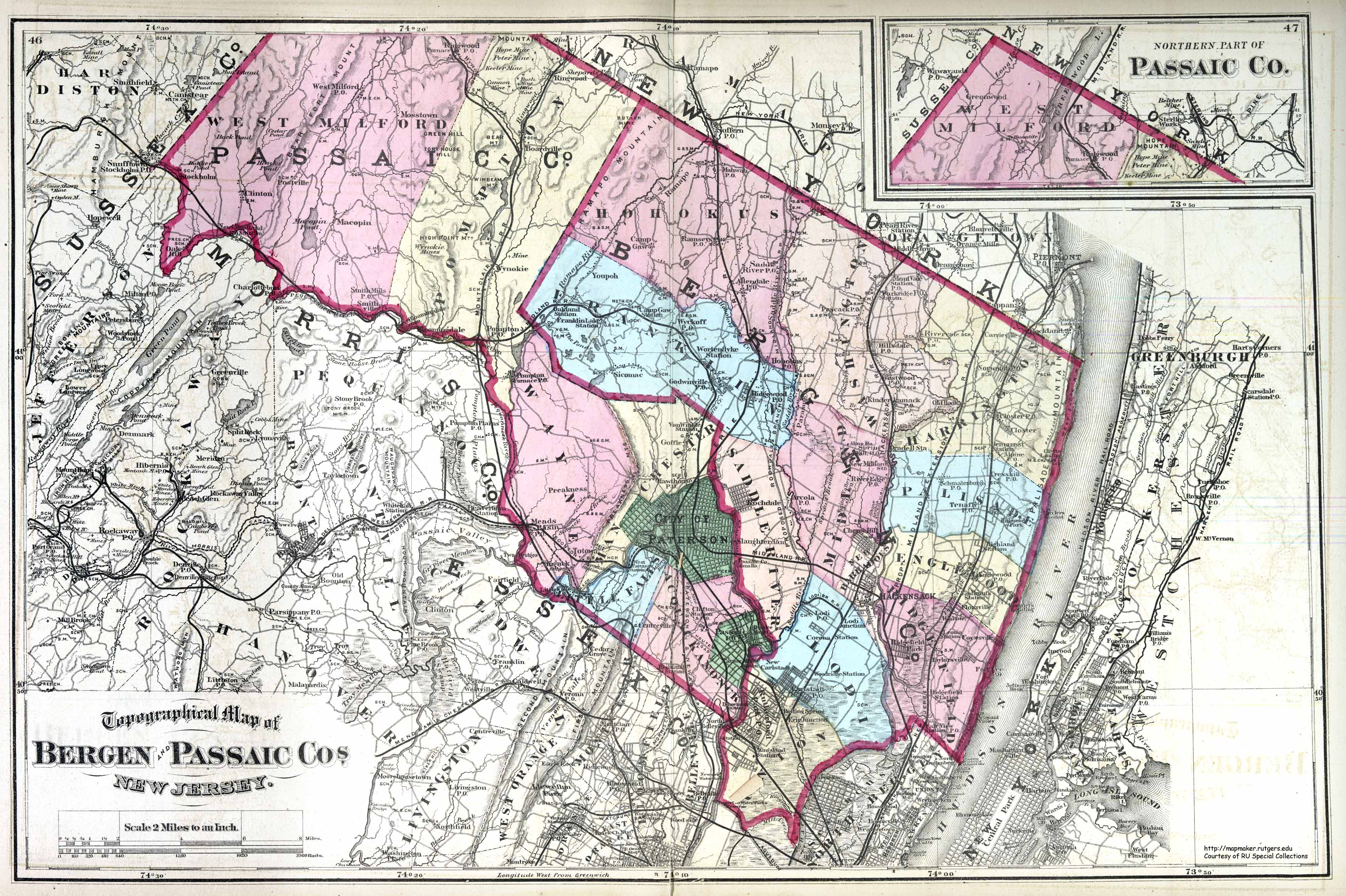
Passaic County op een kaart uit 1872

Passaic County is een county in de Amerikaanse staat New Jersey.
De county heeft een landoppervlakte van 480 km² en telt 489.049 inwoners (volkstelling 2000). De hoofdplaats is Paterson.

## Bevolkingsontwikkeling
Atlantic · Bergen · Burlington · Camden · Cape May · Cumberland · Essex · Gloucester · Hudson · Hunterdon · Mercer · Middlesex · Monmouth · Morris · Ocean · Passaic · Salem · Somerset · Sussex · Union · Warren